# Microstigma anomalum
Microstigma anomalum – gatunek ważki z rodziny łątkowatych (Coenagrionidae). Szeroko rozpowszechniony w północnej połowie Ameryki Południowej.